# Kōji Makaino
Kōji Makaino (馬飼野康二?, Makaino Kōji; Toyohashi, 26 gennaio 1948) è un compositore di colonne sonore per anime giapponese.

## Biografia
Tra il 1970 e il 1980 compone diverse colonne sonore, tra le quali le musiche per la serie Lady Oscar, la seconda serie tratta dal manga Jenny la tennista (e il film omonimo) e altri anime quali Hello Spank!, L'incantevole Creamy e Sandy dai mille colori. Ha composto inoltre le musiche del film giapponese The Happiness of the Katakuris, uscito nel 2002.